# Krstac (gmina Lučani)
Krstac (cyr. Крстац) – wieś w Serbii, w okręgu morawickim, w gminie Lučani. W 2011 roku liczyła 522 mieszkańców.